# Мерзляков, Юрий Николаевич
Ю́рий Никола́евич Мерзляко́в (род. 9 апреля 1949) — советский, российский дипломат. Чрезвычайный и полномочный посол (2000).

## Биография
Окончил МГИМО МИД СССР (1971) и Дипломатическую академию МИД СССР (1979).
На дипломатической работе с 1971 года.
- В 1988—1989 годах — заведующий сектором Второго Африканского отдела, заведующий отделом Управления стран Африки МИД СССР.
- В 1990—1993 годах — советник-посланник Посольства СССР, России в Эфиопии.
- С 29 апреля 1993 по 16 мая 1997 года — чрезвычайный и полномочный посол Российской Федерации на Мадагаскаре[1][2].
- С 28 декабря 1993 по 16 мая 1997 года — чрезвычайный и полномочный посол Российской Федерации на Коморских островах по совместительству[3][2].
- В 1997—1999 годах — руководитель Рабочей группы МИД Российской Федерации по Каспийскому морю, посол по особым поручениям.
- С 31 декабря 1999 по 2 июля 2003 года — чрезвычайный и полномочный посол Российской Федерации в Казахстане[4][5].
- С август 2003 по июль 2010 года — посол по особым поручениям, один из трёх сопредседателей Минской группы ОБСЕ по нагорно-карабахскому урегулированию.
- С 14 июля 2010 по 18 августа 2015 года — чрезвычайный и полномочный посол Российской Федерации в Эстонской Республике[6][7].

## Семья
Женат, имеет дочь.

## Дипломатический ранг
- Чрезвычайный и полномочный посланник 2 класса (21 апреля 1990)[8].
- Чрезвычайный и полномочный посол (27 апреля 2000)[9].

## Награды
- Почётная грамота Республики Казахстан (11 июня 2003) — за большой вклад в укрепление дружественных отношений и заслуги в развитии двустороннего сотрудничества между Казахстаном и Россией[10]
- Знак отличия «За безупречную службу» XX лет (18 августа 2009) — За многолетнюю плодотворную работу и активное участие в проведении внешнеполитического курса Российской Федерации[11].
- Медаль «За трудовое отличие».
- Командор ордена «За заслуги» (Франция, 2011) — за деятельность в качестве Сопредседателя Минской группы ОБСЕ по мирному урегулированию нагорно-карабахского конфликта в 2003—2010 гг[12].
- Орден святого благоверного князя Даниила Московского III степени (Русская Православная Церковь, 2014)
- Орден священномученика Исидора Юрьевского II степени (Эстонская православная церковь Московского патриархата, 2014).
- Имеет также государственную награду Мадагаскара.